# Пантелей Олександр Сергійович
Олександр Сергійович Пантелей (нар. 2 лютого 1980, Кременчук) — український поет, літератор. Член Спілки кременчуцьких літераторів «Славутич».

## Біографія
Олександр Сергійович Пантелей народився 2 лютого 1980 року у місті Кременчуці Полтавської області України. 1997 року закінчив місцеву середню школу № 28 із золотою медаллю, вступив до Кременчуцького національного університету. У 2003 році отримав диплом з відзнакою про вищу освіту. Лауреат багатьох міських та обласних конкурсів.
З 2005 року — член Спілки літераторів Кременчука «Славутич»  і Полтавського союзу літераторів.

## Твори
Друкувався в періодичній пресі місті Кременчука та Києва, а також в декількох регіональних альманахах. Автор семи власних книг.
- «Собор любові» — п'ята за ліком книга творів. Це збірка поезій громадської, інтимної та пейзажної лірики. Історичні поеми:
  - «Симон» — про життя, визвольну боротьбу і трагічну долю Генерального Отамана українського війська часів УНР Симона Петлюри;
  - «Хрестини сонця», де змальовано життя, побут і темні вири політики пращурів доби хрещення Київської Русі;
  - «Ода величі», у якій автор заглиблюється у долі і працю творців високого Відродження, життя і державну ницість Європи середньовіччя.
- «Нефритові роси» — шоста збірка увібрала найкращі твори громадянської та естетичної лірики, поетичні пейзажні етюди, інтимні та урбаністичні поезії. Вінчає книжку історична поема, мотивом якої стала маловідома в Україні Куруківська битва 1625 року. Ті події автор бачить провісниками майбутніх перемог у національно-визвольній боротьбі нашого народу.
- «Східці життя» — сьома збірка Пантелея. Майже половину із 104 сторінок збірки займає поема «Остання віра». У поемі автор розповідає про події з життя кількох людей, при цьому зображаючи широку панораму життя Кременчука з 1916 до 1943 року[1]. 24 лютого 2012 року відбулась презентація цієї збірки[2].